# Língua mijiquenda
Mijiquenda (Mijikenda) é um grupo de línguas línguas bantas  faladas ao longo da costa da África Oriental, principalmente no Quênia, onde existem cerca de 1,9 milhões de falantes (censo de 2009), mas também na Tanzânia , onde existem outros 100 mil falantes. O nome Mijiquenda significa "os nove assentamentos" ou "as nove comunidades" e se refere às comunidades de vários idiomas que compõem o grupo. Um termo mais antigo e depreciativo para o grupo é  Nyika , que se refere ao "país seco com cerrados" ao longo da costa.

## Variantes
A nova lista atualizada de Guthrie de 2009  lista as seguintes variedades e códigos de Guthrie como parte do grupo Mijiqueenda:
- E72 - Mijiquenda do Norte (Nyika)
  - E72a - Guiriama [nyf]
  - E72b - Kauma
  - E73c - Chonhi [coh]
  - E73d - Duruma [cavado]
  - E73e - Rabai
  - E73F - Jibana
  - E72G - Cambe
  - E72H - Ribe
- E73-732 - Mijiquenda do Sul
  - E73 - língua digo [dig]
  - E731 - Segeje [seg]
  - E732 – Os DegereThe são ex-caçadores-coletores como os Cuchíticos uaatas, e diz-se que já falaram uma língua Cuchítica.

Ethnologue lista os seguintes agrupamentos de variantes:
- Chonyi - coh  – Chonhi, Jibana
- Duruma - dug – Duruma
- Digo - dig  – Digo
- Giryama - nyf – Giriama, Ribe, Cambe, Chuaca, Rabai, Cauma
- Segeju - seg] – Segeju

Em Ethnologue 'Duruma' pode referir-se ao mesmo que o 'Degere' de Maho, já que os degere falam de Duruma, Digo ou outro dialeto semelhante.

## Cliques
Cliques foram relatados em ideofones s de dois dialetos de Mijiquenda: a língua Digo e a Duruma. (Não se sabe se eles ocorrem nos outros.) Estes são  tsya!   / ʇ̃ǎ / 'desaparecer' e  / ʇ̃akule / 'minuto'. Não se sabe se estes têm alguma conexão com a língua cuchítica vizinha Dahalo.